# Universalia
Universalia (latin, neutrum pluralis av universalis, "allmän") är en filosofisk term; allmänbegrepp, motsatsen till partikulär. Universalierna uppfattas som abstrakta substanser, egenskaper eller relationer, till skillnad från partikulärerna som, i Platons efterföljd, uppfattas som konkreta manifestationer av universalierna.
Inom den medeltida skolastiken utkämpades den så kallade universaliestriden om det förhållande till verkligheten, som skulle tillerkännas universalierna. Enligt realismen är de självständiga verkligheter; enligt nominalismen är de endast begrepp eller ord, något sekundärt i förhållande till den egentliga verkligheten. Begreppet har fått viss förnyad aktualitet genom socialkonstruktivismen, som, i motsats till den platonska idéläran, i mer eller mindre grad ser allmänbegreppen som sociala konstruktioner.